# Manuel de Jesús Calvar
Manuel de Jesús „Titá“ Calvar y Oduardo (* 25. Dezember 1837 in Manzanillo, Kuba; † 20. Dezember 1895 in Key West, USA) war ein kubanischer Generalmajor und einer der führenden Kommandeure im Zehnjährigen Krieg sowie Präsident der Republik in Waffen im Exil.

## Leben
Manuel de Jesús Calvar wurde als Sohn eines wohlhabenden Landbesitzers am 25. Dezember 1837 in Manzanillo, im Osten Kubas geboren. Er verbrachte eine angenehme Kindheit und besuchte die Privatschule des Ortes. Für ein Buchhaltungsstudium wurde er später nach Deutschland geschickt und verbrachte mehrere Jahre in Bremen und Hamburg.
Nach seiner Rückkehr nach Kuba nahm er an der Gründung einer Freimaurer-Loge teil und begrüßte die Gründung des revolutionären Komitees von Bayamo am 14. August 1867. Calvar nahm an der Sklavenbefreiung von Carlos Manuel de Céspedes teil und koordinierte in der Folgezeit die militärischen Operationen des kubanischen Unabhängigkeitskampfes im Zehnjährigen Krieg. 
Im Jahr 1878 wurde er von den Gegnern des Friedens von Zanjón als Präsident der Republik in Waffen ausgerufen. Nach der endgültigen Niederlage der kubanischen Aufständischen am 28. Mai 1978 emigrierte er nach Jamaika und dann nach Costa Rica. Schließlich ließ er sich in Honduras nieder, wo er bald gute Beziehungen zur Regierung knüpfte. Schließlich emigrierte er in die Vereinigten Staaten. Er lebte eine Zeit lang in Tampa und später in Key West. Er hörte nie auf, sich für die Sache der Unabhängigkeit einzusetzen. Sein Gesundheitszustand verschlechterte sich zusehends und er starb am 20. Dezember 1895 in Key West. 